# Интернет-платёж
Интернет-платёж — оплата товаров и услуг в интернете или с помощью мобильных приложений. Варианты осуществления интернет-платежей — онлайн-банкинг, оплата с помощью банковских карт, оплата электронными деньгами, оплата со счёта телефона.

## Интернет-платежи с банковских карт
Системы онлайн-банкинга позволяют клиентам соответствующего банка совершать финансовые операции, используя защищенный веб-сайт или специальное программное обеспечение. Набор возможностей зависит от конкретного банка.
В большинстве случаев онлайн доступны оплата различных услуг, переводы денежных средств на счет организаций или частных лиц, а также управление собственным счётом.

## Интернет-платежи при помощи мобильных кошельков
Мобильный кошелёк — это возможность оплачивать услуги и совершать покупки при помощи денежных средств на своем мобильном телефоне. Данная функция позволяет экономить время и совершать платежи практически из любого места при условии подключения к мобильному интернету.

## Преимущество интернет-платежей
Среди преимуществ интернет-платежей отмечаются удобство оплаты, экономия времени, безопасность платежей, широкий выбор возможностей для оплаты услуг, для оплаты требуется только подключение к сети Интернет.

## Безопасность интернет-платежей
Для онлайн-банкинга наиболее безопасной является технология одноразовых паролей, получаемых либо в SMS-сообщении, либо в виде списка через банкомат. Также применение комбинированной защиты, например, использование комбинации имени пользователя и пароля или сертификат для входа в «личный кабинет», а платежные операции подтверждаются одноразовыми паролями.

## Интернет-платежи в России
Согласно результатам проведенного компанией "TNS Россия" исследования, более 92% россиян, живущих в больших городах, хотя бы раз в год совершают платеж через интернет. Чаще всего таким образом россияне оплачивают сотовую связь, следующими по популярности идут покупки в ойинлайн-магазинах и оплата услуг ЖКХ. Данный способ оплаты больше других регионов распространен на Дальнем Востоке; реже всего интернет-платежами пользуются жители Поволжья.

## Регулирование интернет-платежей в России
В России все виды интернет-платежей и переводов регулируются государством согласно Федеральному закону №161 "О национальной платежной системе".